# Lancer du javelot féminin aux Jeux olympiques d'été de 1936
Navigation
Los Angeles 1932 Londres 1948
L'épreuve du lancer du javelot féminin aux Jeux olympiques d'été de 1936 s'est déroulée le 2 août 1936 au Stade olympique de Berlin, en Allemagne. Elle est remportée par l'Allemande Tilly Fleischer qui lance à 44,69 m à son deuxième essai avant d'améliorer sa marque au cinquième lancer avec 45,18 m, nouveau record olympique.

## Résultats
| Rang               | Athlète             | Pays            | Marque  | Note |
| ------------------ | ------------------- | --------------- | ------- | ---- |
| Médaille d'or      | Tilly Fleischer     | Reich allemand  | 45,18 m | OR   |
| Médaille d'argent  | Luise Krüger        | Reich allemand  | 43,29 m |      |
| Médaille de bronze | Maria Kwaśniewska   | Pologne         | 41,80 m |      |
| 4                  | Herma Bauma         | Autriche        | 41,66 m |      |
| 5                  | Sadako Yamamoto     | Japon           | 41,45 m |      |
| 6                  | Lydia Eberhardt     | Reich allemand  | 41,37 m |      |
| 7                  | Gertrude Wilhelmsen | États-Unis      | 37,35 m |      |
| 8                  | Gien de Kock        | Pays-Bas        | 36,93 m |      |
| 9                  | Martha Worst        | États-Unis      | 36,69 m |      |
| 10                 | Irja Lipasti        | Finlande        | 33,69 m |      |
| 11                 | Jeanne van Kesteren | Belgique        | 33,13 m |      |
| 12                 | Jelica Stanojavic   | Yougoslavie     | 29,88 m |      |
| 13                 | Betty Burch         | États-Unis      | 28,84 m |      |
| 14                 | Katharine Connal    | Grande-Bretagne | 27,80 m |      |

## Légende
Records et Performances
- AR : Record continental (area record)
- CR : Record des championnats (championship record)
- MR : Record du meeting (meet record)
- NR : Record national (national record)
- OR : Record olympique (olympic record)
- PR : Record paralympique (paralympic record)
- PB : Record personnel (personal best)
- SB : Meilleure performance personnelle de la saison (season's best)
- WL : Meilleure performance mondiale de l'année (world leader)
- WJR : Record du monde junior (world junior record)
- WR : Record du monde (world record)

Circonstances et Conditions
- DNF : N'a pas terminé (did not finish)
- DNS : N'a pas pris le départ (did not start)
- DQ : Disqualification (disqualification)
- NM : Aucun essai valable enregistré (No Mark)
- Q : Qualifié « directement » au prochain tour (ou à la prochaine compétition), lors d'une compétition majeure, grâce au classement ou à la réalisation des minima (automatic qualifier)
- q : Qualifié au prochain tour (ou à la prochaine compétition), lors d'une compétition majeure, grâce au repêchage ou à la réalisation de l'une des meilleures performances parmi celles des « non qualifiés directement » (grâce au meilleur temps ou à la meilleure distance par exemple) (secondary qualifier)